# ヴァンサン・ド・ポール
ヴァンサン・ド・ポール、またはビンセンシオ・ア・パウロ（仏: Vincent de Paul, 羅: Vincentius a Paulo, 1581年4月24日 – 1660年9月27日) は、貧者に尽くしたカトリック教会の司祭である。カトリック教会と聖公会の両方で崇敬されており、1737年に列聖された。

## 生涯
ガスコーニュ（現ランド県）の、1828年以来サン・ヴァンサン・ド・ポールと改名されたプウィで、農家の家族に生まれた。彼には4人の兄弟と2人の姉妹がいた。
フランスのダクスで人文科学を学び、トゥルーズで神学を修めた。1600年に司祭に叙階され、財産相続のためにマルセイユに赴くまでそこに留まった。1605年、マルセイユから戻る途中で、トルコ人海賊により囚われの身となり、チュニスに連行されて奴隷として売り飛ばされた。彼の2番目の主人は棄教したフランス人であった。主人をキリスト教に回心させた後、1607年にその主人と2人でボートで逃亡し、フランスのアヴィニョンに到着した。
フランスに戻った後、彼はローマに行った。そこで彼がフランスにアンリ4世への使節として送り戻される1609年まで勉強を続けた。彼はチャプレンとしてマルグリット・ド・ヴァロワに仕えサン＝ジェルマン界隈（現在のパリ6区）にいた。しばらくの間、彼はクリシーで教区司祭をしたが、1612年から著名な一族であるゴンディ家に仕えはじめた。彼はド・ゴンディ夫人の聴罪司祭及び霊的指導者であり、彼女の援助によりその領地で農民への宣教活動を始めた。
1622年にはガレー船隊のチャプレンに任命され、ガレー船の奴隷への宣教に従事した。
1625年、彼はラザリスト会として知られる宣教司祭の修道会を創立した。1633年、ルイーズ・ド・マリヤックの支援で聖ビンセンシオ・ア・パウロの愛徳修道女会を創立した。また、ヤンセニズムの異端とも戦った。
彼は慈悲と謙遜、そして寛大さの誉れが高かった。彼の慈善と奉仕活動は有名になったので、ルイ13世は彼を相談役として選んだ。しかし、マザラン枢機卿との対立で宮廷から遠ざかり、フロンドの乱の間は貧しい者への世話に従事し続けた。1660年にパリでこの世を去った。

## 列聖
1705年にラザリスト会の総長は、列聖調査を開始するよう要請した。1729年8月13日、教皇ベネディクトゥス13世によりヴァンサン・ド・ポールは列福された。約8年後の1737年6月16日に、教皇クレメンス12世により列聖された。1885年、教皇レオ13世は愛徳修道女会の守護聖人とした。彼はまた、愛徳兄弟会の守護聖人でもある。
彼の死から53年後の1712年に遺骸は掘り出された。証言によれば、彼の眼と鼻のみがある程度の腐敗を見せていたという。1737年の列聖の最中に再び掘り出されたときは、地下の浸水により、腐敗しているのが見つかった。彼の遺骨は蝋人形の中に入れられ、パリにあるラザリスト会の本部のチャペルにあるガラス製の聖遺物容器の中に展示されている。彼の心臓は未だに腐敗してはおらず、こちらはパリのヴィンセンシオ・ア・パウロの愛徳姉妹会のチャペルの聖遺物容器の中に展示されている。
1737年、彼の祝日はローマ典礼暦で7月19日に含まれていたが、それは彼の死去日がすでに他の聖人である聖コスマスと聖ダミアヌスの祝日に当てられていたからであった。元は二級祝日として祝われていたが、1960年には3級祝日と同等に格下げとなった。
教皇パウロ6世は聖人が西側ではより知られているので、彼の祝日を9月27日に移し、代わりに聖コスマスと聖ダミアヌスを9月26日に移動した。また、彼は英国国教会と米国聖公会で崇敬されており、その祝日は9月27日である。

## 聖ヴィンセンシオ・ア・パウロ会
貧しい者への奉仕のための慈善組織である聖ヴィンセンシオ・ア・パウロ会は、1833年にフランスの学生により創立された。 同会は現在132カ国に存在する。